# Rheinischer Kunstpreis
Der Rheinische Kunstpreis (Kunstpreis des Rhein-Sieg-Kreises) ist ein Kunstpreis auf dem Gebiet der Bildenden Kunst, der vom Rhein-Sieg-Kreis in Kooperation mit dem LVR-Landesmuseum Bonn im Zweijahresrhythmus verliehen wird.

## Geschichte und Dotierung
Der Rheinische Kunstpreis ist aus dem „Kunstpreis des Rhein-Sieg-Kreises“ hervorgegangen, der erstmals im Jahr 1979 verliehen wurde und am 30. Oktober 1978 vom Kreistag des Rhein-Sieg-Kreises als Stiftung des Förderpreises für bildende Kunst beschlossen wurde. Zur Teilnahme berechtigte damals ein nachgewiesener Wohn-, Geburts- oder Arbeitsort innerhalb der Grenzen des Rhein-Sieg-Kreises. Seit 2002 wird der Preis in Zusammenarbeit mit dem Landschaftsverband Rheinland ausgelobt. Das Ausschreibungsgebiet umfasst seitdem das Gebiet des Landschaftsverbandes Rheinland in Nordrhein-Westfalen und acht weitere, im nördlichen Rheinland-Pfalz gelegene Kreise und Städte sowie die Partnerregion des Rhein-Sieg-Kreises (Kreis Bolesławiec, Polen). Der Preis ist mit einem Preisgeld in Höhe von 20.000 Euro dotiert. Darüber hinaus wird die Arbeit des Preisträgers mit einer Ausstellung im LVR-Landesmuseum Bonn und einem begleitenden Katalog gewürdigt.

## Preisträger bis 1999
- 1979 Reinhard Zado
- 1981 Georg Tokarz
- 1985 Andreas Rein
- 1987 Gutrun Kleiber-Bonin
- 1989 Reinhard G. Puch
- 1991 Armin Klötzing
- 1993 Sibylle Petersen
- 1995 Frank Baquet
- 1997 Shahram Karimi
- 1999 Benedikt Birckenbach

## Preisträger ab 2002
- 2002 Sonia Knopp
- 2004 Gabriele Pütz
- 2006 Yun Lee
- 2008 Christoph Pöggeler
- 2010 Elger Esser
- 2012 Ulrike Rosenbach[1]
- 2014 Zipora Rafaelov
- 2016 Masoud Sadedin
- 2018 Andreas Bausch
- 2020 Herbert Döring-Spengler